# Chi Đậu chỉ
Chi Đậu chỉ (danh pháp: Teramnus) là một chi thực vật có hoa thuộc họ Fabaceae. Nó thuộc phân họ Faboideae.

## Các loài
- Teramnus andongensis
- Teramnus angustifolius
- Teramnus axilliflorus
- Teramnus botrydium
- Teramnus buettneri
- Teramnus clandestinus
- Teramnus debilis
- Teramnus flexilis
- Teramnus gandiflorus
- Teramnus gilletii
- Teramnus gracilis
- Teramnus hedysaroides
- Teramnus hookeranus
- Teramnus labialis
- Teramnus lanceolifoliolatus
- Teramnus micans
- Teramnus mollis
- Teramnus obcordatus
- Teramnus oxyphyllus
- Teramnus parviflorus
- Teramnus repens
- Teramnus rhombifolius
- Teramnus stolzii
- Teramnus tenuiflorus
- Teramnus uncinatus
  - Teramnus uncinatus var. albiflorus
- Teramnus volubilis
- Teramnus wallichii